# پارچه‌قشلاق
پارچه‌قشلاق یکی از روستاهای استان آذربایجان شرقی است که در دهستان نقدوز بخش فندقلو شهرستان اهر واقع شده‌است.این روستا ۱۲۸ نفر جمعیت دارد.